# Ali Hamid El-Aila
Ali Hamid El-Aila ist ein ehemaliger libyscher Radrennfahrer.

## Sportliche Laufbahn
El-Aila war im Straßenradsport aktiv. Er war Teilnehmer der Olympischen Sommerspiele 1980 in Moskau. Im olympischen Straßenrennen schied er aus.
Im Mannschaftszeitfahren wurde Libyen mit Khalid Shebani, Ali Hamid El-Aila, Mohamed El-Kamaa und Nuri Kaheil auf dem 21. Rang bei 23 gestarteten Teams klassiert.